# فردودگاه ال باریل
 فردودگاه ال باریل (به انگلیسی: Rancho El Barril Airstrip) یک فرودگاه خصوصی است که یک باند فرود خاک دارد و طول باند آن ۱۴۵۲ متر است. این فرودگاه در کشور مکزیک قرار دارد و در ارتفاع ۳۸ متری از سطح دریا واقع شده است.